# Myrmeleon (Myrmeleon) arizonicus
Myrmeleon (Myrmeleon) arizonicus is een insect uit de familie van de mierenleeuwen (Myrmeleontidae), die tot de orde netvleugeligen (Neuroptera) behoort. 
Myrmeleon (Myrmeleon) arizonicus is voor het eerst wetenschappelijk beschreven door Banks in 1943.